# Desfontainesia hulstaerti
Desfontainesia hulstaerti är en skalbaggsart som beskrevs av Louis Burgeon 1932. Desfontainesia hulstaerti ingår i släktet Desfontainesia och familjen Cetoniidae. Utöver nominatformen finns också underarten D. h. kafakumbae.